# Tan France
Tanveer Wasim "Tan" France (né Safdar; en urdu: تنوير وسيم فرانس‎: ; Doncaster, Inglaterra, 20 de abril de 1983) es un diseñador de moda, personalidad televisiva y autor británico-estadounidense. Es uno de los primeros hombres gay musulmanes en la televisión occidental. Es el experto de moda de la serie de Netflix, Queer Eye, presentador de la serie web Dressing Funny, y copresentador de Next In Fashion.

## Primeros años
Tanveer "Tan" Wasim Safdar nació y vivió en Doncaster. Es de ascendencia musulmana pakistaní. En sus memorias, Tan ha hablado de su experiencia de haber vivido en una casa musulmana estricta donde la homosexualidad fue vista negativamente, la carencia de representación en medios de comunicación de su comunidad y específicamente de personas del sur de Asia. También de sus experiencias personales de racismo físico y verbal en su niñez y adultez.
Tan dijo: "nuestra casa no fue super religioso pero tuvimos una conexión profunda a nuestra herencia musulmana."
Su interés en la moda empezó a una edad joven, inspirado en la ropa de Disney.
Tan fue al Hall Cross School y más tarde a la Universidad de Doncaster donde  estudió moda, antes de mudarse a Mánchester y luego a Londres.

## Carrera
Después de graduarse, empezó a trabajar para Zara, Selfridges y Bershka como diseñador y director para mejorar su conocimiento del negocio mayorista de minorista. Más tarde pasó a trabajar en una fábrica de Chanel. Empezó en ropa interior masculina y más tarde pasó a la ropa interior femenina.
Empezó a trabajar en Estados Unidos en 2008. Fue director de la compañía Shadow Clothing antes de abrir su propia compañía en 2011, Kingdom & State. La marca se inspiró en las directrices de ropa mormonas, un grupo que representa una población significativa en Utah. Más tarde creó dos más pequeñas marcas. ModCloth y  Forever 21 se interesaron en sus diseños.
Después de vender sus negocios, France se retiró de esas firmas y comenzó a trabajar para Netflix como experto de moda en Queer Ojo, estrenado en febrero de 2018. En 2019, France apareció en el vídeo musical de  Taylor Swift para la canción "You Need to Calm Down". También apareci9 una edición de caridad especial del  The Great British Bake Off en 2020 para recaudar fondos para Stand Up To Cancer. Ese año se anunció que France sería copresentadoe de la nueva serie de Netflix, Next In Fashion, junto con Alexa Chung.
En una entrevista con el programa de ITV, This Morning y NPR, France reveló que vendió sus tres negocios después de empezar a trabajar para Netflix.

## Vida personal
Tan actualmente vive en Salt Lake City, Utah, con su marido, el enfermero pediátrico e ilustrador Rob France. Lanzó sus memorias, Naturally Tan, en junio de 2019. En abril de 2021 anunció que él y su pareja esperaban su primer hijo. Su hijo, Ismail France, nació el 10 de julio de 2021. En abril de 2023 se hizo público que iban a ser padres por segunda vez. Su hijo Isaac nació en mayo de 2023.

## Filmografía

### Televisivo
| Año            | Título                                | Función     | Notas                                            |
| -------------- | ------------------------------------- | ----------- | ------------------------------------------------ |
| 2018@–presente | Queer Eye                             | Él mismo    | Reparto principal (47 episodios)                 |
| 2018           | Nailed It!                            | Él mismo    | Episodio: "¡3, 2, 1... Ya no hecho!"             |
| 2018           | Don't Watch This                      | Él mismo    | Episodio: "Antoni Psycho"                        |
| 2018           | Crazy Ex-Girlfriend                   | Fett Ragoso | Episodio: "Estoy haciendo para tiempo perdido"   |
| 2019           | Lip Sync Battle                       | Él mismo    | Episodio: Queer Ojo                              |
| 2019@–presente | Dressing Funny                        | Él mismo    | Anfitrión                                        |
| 2019           | Big Mouth                             | Él (voz)    | Episodio: "¡Revelación la película: El musical!" |
| 2020           | Next In Fashion                       | Él mismo    | Anfitrión                                        |
| 2020           | The Great Celebrity Bake Off for SU2C | Él mismo    | Contestant                                       |
| 2020           | The Big Process Ep.5                  | Él mismo    | Contestant                                       |
| 2020           | Served!                               | Él mismo    | Huésped                                          |
| 2020           | Boost My Business By Facebook         | Él mismo    | Anfitrión                                        |

### Vídeos de música
| Año  | Canción                                     | Artista                              |
| ---- | ------------------------------------------- | ------------------------------------ |
| 2018 | "This Is Me (The Reimagined Remix)"         | Keala Settle, Kesha, & Missy Elliott |
| 2019 | You Need To Calm Down "Necesitas amansarte" | Taylor Swift                         |